# Ашраф Гани
Мохамед Ашраф Гани Ахмадзај (паштунски / перс. محمد اشرف غني احمدزی   рођен 1949) авганистански је политичар. Он је од 2014. до 15. августа 2021. године служио као председник Авганистана.
Он је рођен у паштунској породици у покрајини Логар. Седамдесетих година студирао је антропологију на Америчком универзитету у Бејруту, где је магистрирао, и упознао супругу Рулу Гани са којом има двоје деце. Године 1977. је кратко предавао антропологију на Универзитету у Кабулу пре него што је добио стипендију од тадашње авганистанске владе за наставак школовања на Универзитету Колумбија у Њујорку. Следећих година тренирао је и радио у Сједињеним Државама, пре него што се придружио Светској банци 1991. године.
У домовину се вратио након америчке инвазије и пада талибанског режима. Крајем 2001. године учествовао је у изради Бонског споразума, којим су се разне антиталибанске фракције договориле о привременој влади, односно именовале Хамида Карзаија за новог председника. Гани је касније служио као Карзаијев саветник, а од 2002. године до 2004. године као министар финансија.
Године 2009. године такмичио се против Карзаија на председничким изборима, где је завршио четврти са 3% гласова. Пет година касније, 14. јуна 2014. године, на новим председничким изборима, где су његови кандидати за потпредседника на листи били контроверзни војсковођа Абдул Рашид Достум и лидер Хазара Сарвар Даниш победили су Абдулаха Абдулаха у другом кругу. Његова инаугурација одложена је спором око валидности изборног процеса, односно пребројавања гласова, који је договорен уз посредовање америчког шефа дипломатије Џона Керија. Након што је Абдулах признао своју победу, Гани је преузео место председника.
Авганистански званичници су 15. августа 2021. изјавили да је Гани у јутарњим сатима напустио председничку палату у Кабулу, и отишао у америчку амбасаду, одакле је пребегао у Таџикистан, након што су Талибани преузели контролу над главним градом.